# (853) Нансения
(853) Нансения (лат. Nansenia) — небольшой астероид главного пояса, который был открыт 2 апреля 1916 года российским астрономом Сергеем Белявским в Симеизской обсерватории и назван в честь норвежского полярного исследователя Фритьофа Нансена.

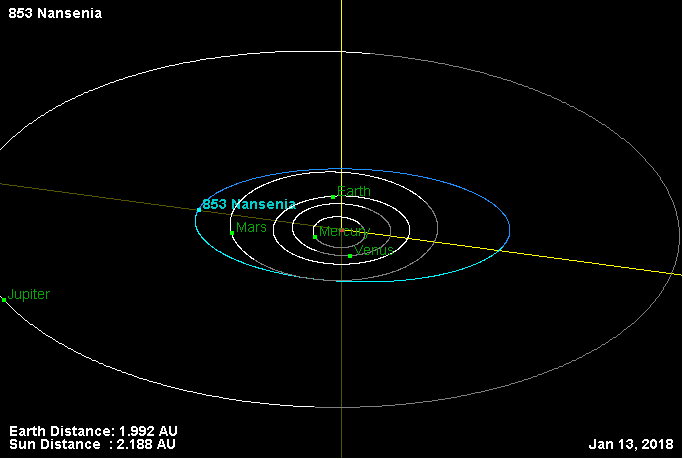
Орбита астероида Нансения и его положение в Солнечной системе

## Сближения
| дата            | а. е.    | расстояний до Луны | небесное тело |
| --------------- | -------- | ------------------ | ------------- |
| 05.03.1919 8:30 | 0,049276 | 19,2               | Юнона         |
| 11.05.2151 5:21 | 0,020738 | 8,08               | Ирида         |